# Richie Mo'unga
Richard Fou'a Mo'unga (Christchurch, 25 maggio 1994) è un rugbista a 15 neozelandese, che gioca come mediano d'apertura nei Brave Lupus nella Japan Rugby League One. Ha giocato per 7 anni nel Super Rugby per i Crusaders.

## Biografia
Avviato al rugby già all'età di cinque anni, vinse nel 2009 una borsa di studio per il St Andrew's College, nella cui squadra di rugby giovanile militò un anno prima di passare i successivi tre nella prima squadra.
Dopo il diploma fu una stagione al Linwood RC di Christchurch, ma fu quasi subito chiamato dalla squadra provinciale del Canterbury come rimpiazzo medico nel 2013; nonostante fosse il primo confronto con il rugby professionistico, Mo'unga disputò otto partite, tra cui la semifinale del torneo vinta contro Auckland, e si laureò campione provinciale della Nuova Zelanda a soli 19 anni.
Grazie a tali prestazioni, l'allenatore Scott Robertson lo confermò in squadra a Canterbury anche per la stagione 2014 in cui non saltò una gara.
L'allenatore della franchise dei Crusaders Todd Blackadder lo inserì in rosa nel Super Rugby 2015 senza mai tuttavia utilizzarlo in stagione; l'esordio avvenne l'anno quando, complici le simultanee partenze di Dan Carter, Colin Slade e Tom Taylor, disputò tutti gli incontri come apertura titolare.
Nelle due stagioni che seguirono vinse da titolare l'accoppiata titolo provinciale / Super Rugby.
Terzo nel 2014 al mondiale giovanile, esordì con gli All Blacks a giugno 2018 contro la Francia nel corso del tour dei Bleus in Nuova Zelanda.
Mo'unga vanta quattro apparizioni nei Barbarians.

## Palmarès
- Super Rugby: 5
Crusaders: 2017, 2018, 2019, 2022, 2023
- National Provincial Championship: 4
Canterbury: 2013, 2015, 2016, 2017
- Super Rugby Aotearoa: 2
Crusaders: 2020, 2021
- Japan Rugby League One: 1
Toshiba Brave Lupus: 2023-24